# Баязітово (Сафакулевський округ)
Баязі́тово (рос. Баязитово) — присілок у складі Сафакулевського округу Курганської області, Росія.
Населення — 132 особи (2010, 201 у 2002).
Національний склад станом на 2002 рік:
- башкири — 86 %